# Kazachstan op de Paralympische Winterspelen 2014
Kazachstan was een van de landen die deelnam aan de Paralympische Winterspelen 2014 in Sotsji, Rusland.

## Deelnemers en resultaten
(m) = mannen, (v) = vrouwen 

### Biatlon
| Paralympiër                             | Onderdeel                   | Resultaat | Prestatie |
| --------------------------------------- | --------------------------- | --------- | --------- |
| Kairat Kanafin Gids: Dmitriy Kolomeyets | 7.5 km, visueel beperkt (m) | 17e       | 29:16.3   |

### Langlaufen
| Paralympiër                                                              | Onderdeel                        | Resultaat | Prestatie    |
| ------------------------------------------------------------------------ | -------------------------------- | --------- | ------------ |
| Kairat Kanafin Gids: Dmitriy Kolomeyets                                  | 1 km sprint, visueel beperkt (m) | 13e       | Kwalificatie |
| Kairat Kanafin Gids: Dmitriy Kolomeyets                                  | 10 km, visueel beperkt (m)       | 17e       | 30:35.3      |
| Alexandr Kolyadin                                                        | 1 km sprint, staand (m)          | 33e       | Kwalificatie |
| Alexandr Kolyadin                                                        | 20 km, staand (m)                | 13e       | 1:04:00.3    |
| Yerlan Omarov                                                            | 1 km sprint, staand (m)          | 35e       | Kwalificatie |
| Yerlan Omarov                                                            | 10 km, staand (m)                | 38e       | 33:25.5      |
|                                                                          |                                  |           |              |
| Zhanyl Balteva                                                           | 1 km sprint, zittend (v)         | 23e       | Kwalificatie |
| Zhanyl Balteva                                                           | 5 km, zittend (v)                | 23e       | 26:11.5      |
| Yelena Mazurenko                                                         | 1 km sprint, staand (v)          | 16e       | Kwalificatie |
| Yelena Mazurenko                                                         | 5 km, staand (v)                 | 18e       | 28:57.4      |
|                                                                          |                                  |           |              |
| Kairat Kanafin Gids: Dmitriy Kolomeyets Alexandr Kolyadin Zhanyl Balteva | 4 x 2.5 km, estafette open       | 10e       | 32:48.8      |